# 密氏雀鯛
密氏雀鯛（學名：Pomacentrus milleri），是輻鰭魚綱鱸形目雀鯛科雀鯛屬的其中一種，分布於東印度洋澳洲羅特尼斯島到北領地阿納姆地海域，深度1至6公尺，本魚體呈橢圓形且側扁，吻部圓鈍，體被櫛鱗，體色褐色到灰色，鱗片邊緣較深，背鰭和臀鰭上有狹窄的藍色邊緣。幼魚大多呈黃色，背部呈藍灰色，從口鼻到背部有虹彩藍色線條，背鰭後部有藍環眼狀斑，虹膜上有藍色線條，背鰭硬棘13-14枚、背鰭軟條13-14枚、臀鰭硬棘2枚、臀鰭軟條13-14枚，棲息在近海珊瑚礁，以浮游生物為食，繁殖期時成對出現，雄魚會守護卵直到孵化，生活習性不明。